# 天主教什切青-卡缅总教区
天主教甚切青-卡緬總教區（拉丁語：Archidioecesis Sedinensis-Caminensis、波蘭語：Archidiecezja szczecińsko-kamieńska）是羅馬天主教在波蘭西北部設立的一個總教區。主教座堂設在甚切青的聖雅各伯宗徒主教座堂。

## 歷史
1972年6月28日，從德國柏林教區分設甚切青-卡緬教區，1992年3月25日升格為總教區。

## 現況
附屬教區有科沙林-科沃布日格教區及綠山城-戈茹夫教區。2011年，在當地1,068,300人口中，有教友1,002,000人，佔轄區總人口93.8%、273個堂區、674名司鐸、212名修士、171名修女。現任主教Zygmunt Kaminski。

## 外部連結
- Giga-Catholic Information （页面存档备份，存于）
- 天主教會聖統制 （页面存档备份，存于）
- 甚切青-卡緬總教區 （页面存档备份，存于）